# Franklin Sumner Earle
Franklin Sumner Earle (Dwight, Illinois, 4 de setembro  de 1856 — 31 de janeiro de 1929) foi um botânico, micologista e agrônomo norteamericano.
Autor de The Genera of North American Gill Fungi.